# WIPI1
WIPI1‏ (WD repeat domain, phosphoinositide interacting 1) هوَ بروتين يُشَفر بواسطة جين WIPI1 في الإنسان.